# Liga Boliviana de Básquetbol 2017
La Libobásquet o Liga Boliviana de Básquetbol 2017 fue la cuarta temporada del máximo torneo de clubes de básquetbol en Bolivia organizado por la FBB. Nuevamente tuvo un único torneo que se desarrolló en los meses de mayo y septiembre. El campeón clasificó a la Liga Sudamericana de Clubes 2017.

## Temporada 2017
La novedad en esta temporada fue que se llegó a un acuerdo para los resultados en directo a través de los LiveStats. Los cuales funcionaron correctamente desde los play-offs.
El campeón fue el equipo potosino de Calero que consiguió su primer título de la Libobasquet.

## Ascenso/Descenso 2017
Los finalistas de la LSBB 2017: Carl A-Z de Oruro y Universitario de Sucre jugaron junto a Calero de Potosí (último de la Libobásquet 2017) un triangular para decidir los 2 clubes que jugarían la actual temporada.
Los 3 partidos tendrían como sede la ciudad de Potosí.
| Equipo                | PJ | PG | PP | CF  | CC  | DIF | Pts |
| --------------------- | -- | -- | -- | --- | --- | --- | --- |
| Calero (Potosí)       | 2  | 2  | 2  | 177 | 158 | +19 | 4   |
| Carl A-Z (Oruro)      | 2  | 1  | 1  | 158 | 147 | +11 | 3   |
| Universitario (Sucre) | 2  | 0  | 2  | 142 | 172 | -30 | 2   |

| 14 de abril, 20:00 | Calero                                | 92–80   | Universitario | Potosí                                   |  |
|                    | Parciales: 24-10, 21-20, 29-30, 18-20 |         |               |                                          |  |
|                    |                                       | Reporte |               | Pabellón: Ciudad de Potosí Árbitros: * - |  |

| 15 de abril, 20:00 | Universitario                         | 62–80   | Carl A-Z | Potosí                                   |  |
|                    | Parciales: 10-30, 16-19, 17-19, 19-12 |         |          |                                          |  |
|                    |                                       | Reporte |          | Pabellón: Ciudad de Potosí Árbitros: * - |  |

| 16 de abril, 19:00 | Calero                               | 85–78   | Carl A-Z | Potosí                                   |  |
|                    | Parciales: 25-17, 9-22, 32-11, 19-28 |         |          |                                          |  |
|                    |                                      | Reporte |          | Pabellón: Ciudad de Potosí Árbitros: * - |  |

- Calero de Potosí continúa en la Libobásquet

- Carl A-Z de Oruro asciende a la Libobásquet

## Equipos participantes
| Equipo                                      | Ciudad                 | Temp | Coliseo                    | Capacidad |
| ------------------------------------------- | ---------------------- | ---- | -------------------------- | --------- |
| Club Deportivo Peñarol de Quillacollo       | Cochabamba Quillacollo | 4    | Max Fernández              | .         |
| Club La Salle Olympic de Cochabamba         | Cochabamba             | 3    | Grover Suárez              | 1.500     |
| Club San Simón de Cochabamba                | Cochabamba             | 4    | Grover Suárez              | 1.500     |
| Club Atlético Nacional (CAN)                | Oruro                  | 4    | Coliseo CAN                | 1.500     |
| Club Atlético Ramallo Lafuente (CARL-AZ)    | Oruro                  | 1    | Luis Lazzo Quinteros       | .         |
| Club Deportivo Calero de Potosí             | Potosí                 | 3    | Ciudad de Potosí           | 10.000    |
| Club Deportivo Cultural Pichincha de Potosí | Potosí                 | 4    | Ciudad de Potosí           | 10.000    |
| Club Deportivo Cultural La Salle de Tarija  | Tarija                 | 4    | Guadalquivir Básquebol     | 5.000     |
| Club Vikingos de Tarija                     | Tarija                 | 4    | Guadalquivir Básquebol     | 5.000     |
| Club Amistad Blacmar de Sucre               | Chuquisaca             | 4    | Polideportivo de Garcilazo | 10.000    |
| Club And-1 de La Paz                        | La Paz                 | 2    | Julio Borelli Viterito     | 7.500     |
| Club Universidad Cruceña de Santa Cruz      | Santa Cruz             | 4    | Gilberto Pareja            | .         |

- Datos desde la temporada 2014

## Plantillas Libobásquet 2017
| Amistad (Sucre)                                                 | Amistad (Sucre)                 | Amistad (Sucre) | Amistad (Sucre) | Amistad (Sucre) | Amistad (Sucre) | Amistad (Sucre)                 |
| Num                                                             | Jugador                         | Pos             | PJ              | Altura          | Ciudad Natal    | Edad                            |
| --------------------------------------------------------------- | ------------------------------- | --------------- | --------------- | --------------- | --------------- | ------------------------------- |
| 1                                                               | Jhon Richard Florveus           |                 |                 |                 |                 | 10 de octubre de 1990 (34 años) |
| 2                                                               | Camilo Dueñas Torrejón          | B               |                 |                 | Sucre           | 4 de junio de 1991 (33 años)    |
| 3                                                               | George Attitebi Williams II     | E               |                 | 1,98 m (6′ 6″)  | Houston, TX     | 16 de abril de 1990 (34 años)   |
| 5                                                               | Agustín Alfredo Carreón Cardona | B               |                 |                 | Sucre           | 18 de mayo de 2000 (24 años)    |
| 8                                                               | Walter Fernando Palma Miranda   | A               |                 | 1,95 m (6′ 5″)  | Sucre           | 08 de junio de 1988 (36 años)   |
| 9                                                               | Ángel Edson Davalos Rojas       | B               |                 |                 |                 | 26 de mayo de 1980 (44 años)    |
| 10                                                              | Michael Jhon Liabo              | A               |                 | 2,00 m (6′ 7″)  |                 | 30 de abril de 1991 (33 años)   |
| 11                                                              | Pablo Ariel Rivero Nolasco      | B               |                 |                 | Potosí          | 12 de agosto de 1985 (39 años)  |
| 12                                                              | Juan Sebastian Calvo Vidales    |                 |                 |                 | Sucre           | 23 de julio de 1999 (25 años)   |
| 14                                                              | René Guillermo Hoyos Blanco     | P               |                 |                 | Sucre           | 23 de julio de 1995 (29 años)   |
| 20                                                              | Gustavo Alejandro Vargas Flores | A               |                 |                 | Sucre           | 07 de abril de 1996 (28 años)   |
| 33                                                              | Ángel Ojopi Ojopi               |                 |                 |                 | Beni            | 28 de julio de 1983 (41 años)   |
|                                                                 | Devontae Watson                 | P               |                 | 2,11 m (6′ 11″) | Ambridge, PA    | 27 de enero de 1993 (32 años)   |
|                                                                 | Miguel Andrez Bravo Diaz        | A               |                 | 1,81 m (5′ 11″) | Cobija          | 01 de febrero de 2000 (25 años) |
| Entrenador: Bernie Tarr (fecha 6) / Asistente: Wanderley Zurita |                                 |                 |                 |                 |                 |                                 |

| And-1 (La Paz)                                            | And-1 (La Paz)                  | And-1 (La Paz) | And-1 (La Paz) | And-1 (La Paz) | And-1 (La Paz) | And-1 (La Paz)                     |
| Num                                                       | Jugador                         | Pos            | PJ             | Altura         | Ciudad Natal   | Edad                               |
| --------------------------------------------------------- | ------------------------------- | -------------- | -------------- | -------------- | -------------- | ---------------------------------- |
| 4                                                         | Marco Antonio Chuquimia Poma    | A              |                |                | La Paz         | 19 de octubre de 1992 (32 años)    |
| 5                                                         | Jorge Armando Yampara Galarreta | B              |                |                |                | 18 de junio de 1985 (39 años)      |
| 6                                                         | Diego Mauricio Salazar Aruquipa |                |                |                |                |                                    |
| 7                                                         | Walter Eduardo Gongora Gascon   |                |                |                |                | 31 de octubre de 1982 (42 años)    |
| 8                                                         | Diego Mauricio Orihuela Aramayo | B              |                |                | La Paz         | 09 de marzo de 1993 (32 años)      |
| 9                                                         | Walter René Bordin Thyen        | A              |                |                |                | 31 de julio de 1979 (45 años)      |
| 10                                                        | Edson Italo Arevalo Heredia     |                |                |                |                |                                    |
| 11                                                        | Dariel Maza Flores              | P              |                |                |                | 29 de enero de 1991 (34 años)      |
| 12                                                        | Victor Mauricio Meneses Gomez   | A              |                |                |                | 23 de abril de 1985 (39 años)      |
| 15                                                        | Anthony Montreal Calhoun        | SW             |                | 2,05 m (6′ 9″) | Lincoln, NE    | 22 de junio de 1989 (35 años)      |
| 23                                                        | Gustavo Ferrufino Bascope       |                |                |                |                |                                    |
| 33                                                        | Eynar Rojas Coca                | A              |                |                | La Paz         | 12 de noviembre de 1993 (31 años)  |
| 42                                                        | Milos Petkovic                  | AP             |                | 2,04 m (6′ 8″) |                | 29 de septiembre de 1991 (33 años) |
| 77                                                        | Cristhian Edwin Ortiz Mercado   | A              |                |                |                | 09 de abril de 1995 (29 años)      |
| Entrenador: Igor Ramirez Guerra / Asistente: Lenny Cortez |                                 |                |                |                |                |                                    |

| Calero (Potosí)                                           | Calero (Potosí)                  | Calero (Potosí) | Calero (Potosí) | Calero (Potosí) | Calero (Potosí) | Calero (Potosí)                    |
| Num                                                       | Jugador                          | Pos             | PJ              | Altura          | Ciudad Natal    | Edad                               |
| --------------------------------------------------------- | -------------------------------- | --------------- | --------------- | --------------- | --------------- | ---------------------------------- |
| 1                                                         | Abiodun Adegoke                  | A               | 10              | 2,03 m (6′ 8″)  |                 | 18 de diciembre de 1991 (33 años)  |
| 3                                                         | Louis Charles Munks III          | B               | 11              | 1,98 m (6′ 6″)  | Houston         | 27 de diciembre de 1990 (34 años)  |
| 4                                                         | Ruben Gonzales Martínez          | AP              | 11              | 1,75 m (5′ 9″)  |                 | 17 de octubre de 1995 (29 años)    |
| 6                                                         | David Óscar Oros Quiroga         | A               | 8               | 1,80 m (5′ 11″) | Potosí          | 06 de enero de 1988 (37 años)      |
| 7                                                         | Cristhian Camargo Llanos         | A               | 11              | 1,96 m (6′ 5″)  | Cochabamba      | 14 de noviembre de 1993 (31 años)  |
| 8                                                         | Abraham De Guzmán Machaca Mamani | E               | 1               |                 | Potosí          | 08 de agosto de 1997 (27 años)     |
| 9                                                         | Jhasmani Carlos Checa Flórez     | P               | 4               |                 | Potosí          | 15 de mayo de 1993 (31 años)       |
| 10                                                        | Ronald Iván Arze Soria           | B               | 11              | 1,77 m (5′ 10″) | Cochabamba      | 22 de marzo de 1993 (32 años)      |
| 18                                                        | José Ignacio Condori Bonifaz     |                 | 2               |                 |                 | 23 de abril de 1991 (33 años)      |
| 21                                                        | Juan Nicolaz Valdivia Nogalez    | AP              | 10              | 1,82 m (6′ 0″)  | Cochabamba      | 24 de abril de 1985 (39 años)      |
| 30                                                        | Oscar Alborta Flores             | E               | 8               |                 | Potosí          | 17 de julio de 1990 (34 años)      |
| 35                                                        | Agustín Ambrosino                | AP              | 10              | 2,03 m (6′ 8″)  | Córdoba         | 10 de agosto de 1990 (34 años)     |
| 59                                                        | Cristhian Javier Leon Gutiérrez  | B               | 4               |                 | Potosí          | 18 de marzo de 1995 (30 años)      |
| 75                                                        | Oscar Marcelo Fuertes Fernandez  |                 | 1               |                 | Potosí          | 11 de marzo de 2000 (25 años)      |
|                                                           | Limberth Quispe                  |                 | -               |                 |                 | 29 de septiembre de 1993 (31 años) |
|                                                           |                                  |                 |                 |                 |                 |                                    |
|                                                           |                                  |                 |                 |                 |                 |                                    |
| Entrenador: Giovanny Vargas / Asistente: Victor Grimaldiz |                                  |                 |                 |                 |                 |                                    |

| CAN (Oruro) | CAN (Oruro)                          | CAN (Oruro) | CAN (Oruro) | CAN (Oruro)     | CAN (Oruro)                       | CAN (Oruro)                        |
| Num | Jugador                              | Pos         | PJ          | Altura          | Ciudad Natal                      | Edad                               |
| --- | ------------------------------------ | ----------- | ----------- | --------------- | --------------------------------- | ---------------------------------- |
| 1 | Sebastian Emanuel Picton             | A           | 8           | 1,96 m (6′ 5″)  |                                   | 19 de abril de 1992 (32 años)      |
| 2 | Celmar Jesús Alanes Coca             | E           | 8           | 1,80 m (5′ 11″) | Oruro                             | 24 de diciembre de 1997 (27 años)  |
| 6 | Edmar Rodrigo Pérez Villarroel       | P           | 0           |                 | Oruro                             |                                    |
| 7 | Cristhian Jesús Delgado Quillaguaman | E           | 0           | 1,84 m (6′ 0″)  | Oruro                             | 14 de diciembre de 1993 (31 años)  |
| 8 | Nelson Edgar Fernández Oquendo       | P           | 6           | 1,96 m (6′ 5″)  | Oruro                             | 2 de septiembre de 1982 (42 años)  |
| 10 | Daniel Jhonatan Canaviri Callejas    | P           | 0           |                 | Oruro                             | 22 de agosto de 1999 (25 años)     |
| 11 | Jairo Iver Sanjines Mallea           | A           | 7           | 1,79 m (5′ 10″) | Oruro                             | 24 de abril de 1994 (30 años)      |
| 13 | Jheral Franco Sanjiner Mallea        | B           | 2           | 1,68 m (5′ 6″)  | Oruro                             | 08 de febrero de 1989 (36 años)    |
| 15 | Mauricio Alexander Romero Sanabria   | B           | 1           |                 | Oruro                             | 12 de enero de 2000 (25 años)      |
| 16 | Oscar Roberto Delgado Quillaguaman   |             | 1           |                 | Oruro                             |                                    |
| 17 | Darnell Evans                        | B, A        | 8           | 1,92 m (6′ 4″)  | Largo, MD                         | 20 de junio de 1984 (40 años)      |
| 23 | Marcelo Melean Challapa              | E           |             | 1,78 m (5′ 10″) | Oruro                             | 20 de octubre de 1985 (39 años)    |
| 24 | Daniel Nembhard Lacret               | P           |             | 2,04 m (6′ 8″)  |                                   | 11 de octubre de 1991 (33 años)    |
| 25 | Marvin Esteban Cairo Vives           | AP          |             | 2,03 m (6′ 8″)  |                                   | 13 de agosto de 1991 (33 años)     |
| 26 | Patricio Luis Rodríguez Lo Calzo     | A           | 8           | 1,92 m (6′ 4″)  |                                   | 29 de diciembre de 1984 (40 años)  |
| 31 | Wilson Tito Flores                   | B           | 8           |                 | Oruro                             | 31 de agosto de 1994 (30 años)     |
| 32 | Albert Abraham Flores Bascope        | AP          | 8           | 1,91 m (6′ 3″)  | Oruro                             | 25 de septiembre de 1991 (33 años) |
| 33 | Marco Antonio Recamo Tubari          | P           | 8           | 1,99 m (6′ 6″)  | San José de Chiquitos, Santa Cruz | 03 de marzo de 1989 (36 años)      |
| |                                      |             |             |                 |                                   |                                    |
| Entrenador: Marcelo Elusich - José Luis Revollo - Gustavo Sapochnik / Asistente: Rita Poma Troncoso, Ricardo Lizarazu Flores |                                      |             |             |                 |                                   |                                    |

| Carl A-Z (Oruro)                                                            | Carl A-Z (Oruro)                 | Carl A-Z (Oruro) | Carl A-Z (Oruro) | Carl A-Z (Oruro) | Carl A-Z (Oruro) | Carl A-Z (Oruro)                  |
| Num                                                                         | Jugador                          | Pos              | PJ               | Altura           | Ciudad Natal     | Edad                              |
| --------------------------------------------------------------------------- | -------------------------------- | ---------------- | ---------------- | ---------------- | ---------------- | --------------------------------- |
| 1                                                                           | Mauricio Rodrigo Tola Ríos       | B                | 3                | 1,84 m (6′ 0″)   | Oruro            | 28 de mayo de 1992 (32 años)      |
| 2                                                                           | Yavario Raheem Smith             | B                | 3                | 1,82 m (6′ 0″)   | Due West, SC     | 31 de enero de 1989 (36 años)     |
| 7                                                                           | Gabriel Rodrigo Ramos Campos     | E                | 3                |                  | Santa Cruz       | 21 de mayo de 1992 (32 años)      |
| 12                                                                          | Marvin Javier Lima Llave         |                  | 3                |                  | Oruro            | 17 de mayo de 1998 (26 años)      |
| 13                                                                          | Daniel Rojas Rivera              |                  | 3                |                  |                  | 24 de marzo de 1991 (34 años)     |
| 15                                                                          | Gustavo Adolfo Choque Poma       | B                | 2                |                  |                  | 20 de abril de 1997 (27 años)     |
| 17                                                                          | Limber Villarroel Cisneros       | B                | 3                |                  |                  | 02 de junio de 1991 (33 años)     |
| 21                                                                          | Matthew William Ross             | A                | 3                | 2,01 m (6′ 7″)   |                  | 31 de enero de 1992 (33 años)     |
| 22                                                                          | Mauricio Anthony Ramallo Jiménez | E                | 2                |                  | Oruro            | 11 de febrero de 1998 (27 años)   |
| 24                                                                          | Javier Eduardo Amado Ramos       | B                | 3                |                  | Oruro            | 27 de enero de 1988 (37 años)     |
| 25                                                                          | Marco Antonio Zaconeta Torrico   | E                | 3                | 1,88 m (6′ 2″)   | Oruro            | 10 de febrero de 1982 (43 años)   |
| 35                                                                          | Daven Dameon Dwight Ottley       |                  | 3                | 2,03 m (6′ 8″)   |                  | 30 de diciembre de 1998 (26 años) |
| Entrenador: Marcelo Eduardo Mendieta / Asistente: Vladimir Orellana Condori |                                  |                  |                  |                  |                  |                                   |

| La Salle Olympic (Cochabamba) | La Salle Olympic (Cochabamba) | La Salle Olympic (Cochabamba) | La Salle Olympic (Cochabamba) | La Salle Olympic (Cochabamba) | La Salle Olympic (Cochabamba) | La Salle Olympic (Cochabamba)      |
| Num                           | Jugador                       | Pos                           | PJ                            | Altura                        | Ciudad Natal                  | Edad                               |
| ----------------------------- | ----------------------------- | ----------------------------- | ----------------------------- | ----------------------------- | ----------------------------- | ---------------------------------- |
| 7                             | Fernando Sebastián Pacheco    |                               |                               |                               | Tarija                        | 29 de agosto de 1996 (28 años)     |
| 11                            | Mauricio Asbun Canedo         | A                             |                               | 1,90 m (6′ 3″)                | Cochabamba                    | 03 de febrero de 1980 (45 años)    |
| 17                            | Martavius Cruzor Adams        | P                             |                               | 2,03 m (6′ 8″)                | Irwington, Georgia            | 22 de septiembre de 1988 (36 años) |
| 23                            | Samir Cury Justiniano         | E                             |                               |                               | Guayaramerin, Beni            | 08 de junio de 1998 (26 años)      |
| 33                            | Diego Alejandro Cámara Teran  | P                             |                               |                               |                               | 28 de febrero de 1994 (31 años)    |
| 44                            | Raúl Gutierres Herbas         | P                             |                               | 2,06 m (6′ 9″)                | Cochabamba                    | 01 de noviembre de 1988 (36 años)  |
| 71                            | Alvin Nance                   | A                             |                               | 1,96 m (6′ 5″)                |                               | 18 de diciembre de 1987 (37 años)  |
| 96                            | Juan Pablo Cordova Olivera    | A                             |                               |                               | Cochabamba                    | 20 de mayo de 1988 (36 años)       |
|                               | Bruce Reed                    | A                             |                               | 2,02 m (6′ 8″)                |                               | 15 de diciembre de 1990 (34 años)  |
|                               | Johnny Gonzales               | B                             |                               | 1,83 m (6′ 0″)                |                               | 1980                               |
|                               | James Crowder                 | A                             |                               | 1,98 m (6′ 6″)                | Guilford, NC                  | 7 de agosto de 1986 (38 años)      |
|                               | Miguel Antonio Rojas Romero   |                               |                               |                               | Cochabamba                    | 08 de abril de 1994 (30 años)      |
|                               | Jorge Gabriel Falcon Cossio   |                               |                               |                               |                               | 24 de marzo de 1999 (26 años)      |
| Entrenador: Luis Campuzano    |                               |                               |                               |                               |                               |                                    |

| La Salle (Tarija)                                                                                     | La Salle (Tarija)                  | La Salle (Tarija) | La Salle (Tarija) | La Salle (Tarija) | La Salle (Tarija) | La Salle (Tarija)                  |
| Num                                                                                                   | Jugador                            | Pos               | PJ                | Altura            | Ciudad Natal      | Edad                               |
| --- | ---------------------------------- | ----------------- | ----------------- | ----------------- | ----------------- | ---------------------------------- |
| 3 | Javier Orellana Barroso            | B                 | 0                 | 1,72 m (5′ 8″)    | Tarija            | 23 de enero de 1995 (30 años)      |
| 5 | Víctor Daniel Fernández Ichazo     | E                 | 2                 | 1,83 m (6′ 0″)    | Tarija            | 17 de diciembre de 1977 (47 años)  |
| 6 | Oliver Harri Chávez                | P                 | 0                 | 2,02 m (6′ 8″)    | Beni              | 22 de julio de 1997 (27 años)      |
| 7 | Brighan Dunsthan Espinoza Vargas   | A                 | 2                 | 1,85 m (6′ 1″)    | Cochabamba        | 01 de abril de 1996 (28 años)      |
| 8 | Manuel Cuevas Gallardo             | B                 | 2                 |                   | Tarija            | 19 de febrero de 1993 (32 años)    |
| 9 | Joaquín Sandoval Miranda           | A                 | 2                 | 1,89 m (6′ 2″)    | Sucre             | 01 de octubre de 1985 (39 años)    |
| 10 | Hugo Richard Ruiz Prentice         | P                 | 0                 |                   | Tarija            | 16 de octubre de 1985 (39 años)    |
| 12 | Darious Lee Moten                  | A                 | 1                 | 1,98 m (6′ 6″)    | Bowdon, GA        | 9 de agosto de 1992 (32 años)      |
| 13 | Daniel Dardo Pelaez Riera          | P                 |                   |                   | Tarija            | 29 de octubre de 1986 (38 años)    |
| 15 | Martín Ochoa Castañon              | B                 | 2                 | 1,85 m (6′ 1″)    | Tarija            | 18 de noviembre de 1994 (30 años)  |
| 17 | Gerardo Magnus Arancibia           | E                 | 2                 | 1,85 m (6′ 1″)    | Tarija            | 01 de septiembre de 1996 (28 años) |
| 25 | Vicent Angelo Dillard Jr           | B, A              |                   | 1,96 m (6′ 5″)    | Sandford, FL      | 14 de abril de 1992 (32 años)      |
| 30 | DeAndre Coleman                    | A                 | 2                 | 2,01 m (6′ 7″)    |                   | 31 de agosto de 1986 (38 años)     |
| 20 | Yussef Galarza Moreno              | A                 |                   |                   | Tarija            | 25 de agosto de 1995 (29 años)     |
| | Andrik Noguera Sanchez             | B                 |                   |                   |                   |                                    |
| | Marcelo Araoz Ortiz                | B                 |                   |                   | Tarija            |                                    |
| | Franz Sebastián Gutiérrez Torrejón | E                 |                   |                   | Tarija            | 25 de abril de 2002 (22 años)      |
| | Michael Renard Harvey Jr.          | E                 |                   | 1,96 m (6′ 5″)    | Montgomery, AL    | 3 de diciembre de 1990 (34 años)   |
| | Hector Martinera                   | AP, P             |                   |                   |                   |                                    |
| Entrenador: Ignacio Domínguez (fecha 6) - Juan Siemienczuck / Asistente: Freddy Ortega, Dennis Guerra |                                    |                   |                   |                   |                   |                                    |

| Peñarol (Quillacollo) | Peñarol (Quillacollo)                 | Peñarol (Quillacollo) | Peñarol (Quillacollo) | Peñarol (Quillacollo) | Peñarol (Quillacollo)   | Peñarol (Quillacollo)              |
| Num                   | Jugador                               | Pos                   | PJ                    | Altura                | Ciudad Natal            | Edad                               |
| --------------------- | ------------------------------------- | --------------------- | --------------------- | --------------------- | ----------------------- | ---------------------------------- |
| 0                     | Irin Chris Stark                      | B                     |                       | 1,85 m (6′ 1″)        | Bronx, NY               | 29 de septiembre de 1989 (35 años) |
| 1                     | Brandon Maximiliano Antezana Irigoyen | B                     |                       |                       | Quillacollo, Cochabamba | 08 de octubre de 1994 (30 años)    |
| 6                     | Pedro Luis Antezana Teran             | P                     |                       |                       | Cochabamba              | 26 de enero de 1989 (36 años)      |
| 7                     | Mauro Javier Calvimonte Quiroga       | B                     |                       |                       | Cochabamba              | 15 de noviembre de 1997 (27 años)  |
| 10                    | Jose Enrique Caballero Velarde        |                       |                       |                       | Quillacollo, Cochabamba |                                    |
| 14                    | Everth Tommy Vila Choque              | E                     |                       |                       | Quillacollo, Cochabamba | 23 de octubre de 1989 (35 años)    |
| 15                    | Veimar Víctor Parraga Villegas        | A                     |                       |                       | Cochabamba              | 02 de diciembre de 1986 (38 años)  |
| 21                    | Leonel Batista Agüero                 |                       |                       | 2,09 m (6′ 10″)       |                         | 29 de marzo de 1986 (38 años)      |
| 22                    | Edgar Francisco Ticona Puente         |                       |                       |                       |                         |                                    |
| 30                    | Josue Richard Guerra Mamani           | E                     |                       |                       | Cochabamba              | 07 de septiembre de 2000 (24 años) |
| 32                    | Alphonso Leary                        | P                     |                       | 2,08 m (6′ 10″)       | Norfolk, VA             | 19 de julio de 1991 (33 años)      |
| 40                    | Jamil Guerra Mamani                   |                       |                       |                       | Cochabamba              | 27 de octubre de 1988 (36 años)    |
| 88                    | Mauricio Herbas Rico                  | P                     |                       |                       |                         | 23 de enero de 1989 (36 años)      |
|                       | Lakeem Duncan                         | A                     |                       | 2,01 m (6′ 7″)        | Washington D. C.        | 16 de marzo de 1991 (34 años)      |
|                       | Watson Sharif                         | A                     |                       | 1,98 m (6′ 6″)        |                         | 5 de diciembre de 1993 (31 años)   |
|                       | Vaugh Allen                           | A                     |                       | 1,98 m (6′ 6″)        | Mount Vernon, NY        |                                    |
| Entrenador:           |                                       |                       |                       |                       |                         |                                    |

| Pichincha (Potosí) | Pichincha (Potosí)              | Pichincha (Potosí) | Pichincha (Potosí) | Pichincha (Potosí) | Pichincha (Potosí) | Pichincha (Potosí)              |
| Num | Jugador                         | Pos                | PJ                 | Altura             | Ciudad Natal       | Edad                            |
| --- | ------------------------------- | ------------------ | ------------------ | ------------------ | ------------------ | ------------------------------- |
| 0 | Warren Girard Jones Jr.         | B                  | 13                 | 1,90 m (6′ 3″)     | Centralia, IL      | 24 de julio de 1994 (30 años)   |
| 1 | Paolo César Ramos Campos        | B                  | 13                 | 1,87 m (6′ 2″)     | Santa Cruz         | 31 de julio de 1987 (37 años)   |
| 5 | Carlos Romero Caballero         | A                  | 13                 | 1,90 m (6′ 3″)     | Sucre              | 20 de mayo de 1984 (40 años)    |
| 6 | José Ignacio Choque Lunda       | B                  | 6                  |                    | Potosí             | 12 de mayo de 1990 (34 años)    |
| 7 | Luis Alberto Fuertes Flores     | P                  | 13                 | 1,83 m (6′ 0″)     | Potosí             | 20 de marzo de 1988 (37 años)   |
| 8 | Yerco Héctor Vargas Gómez       |                    |                    |                    |                    |                                 |
| 10 | Giyoh Shey Ngafi                | SW                 | 6                  | 1,93 m (6′ 4″)     |                    | 05 de febrero de 1988 (37 años) |
| 11 | Fernando Ovidio Cadario Pizarro | A                  | 13                 | 1,84 m (6′ 0″)     | Santa Cruz         | 28 de marzo de 1989 (35 años)   |
| 15 | Wilson Romay Flores             | E                  | 9                  | 1,81 m (5′ 11″)    | Potosí             | 08 de marzo de 1988 (37 años)   |
| 18 | Miguel Ángel Justiniano Claros  | P                  | 11                 | 1,93 m (6′ 4″)     | Santa Cruz         | 27 de agosto de 1980 (44 años)  |
| 21 | Ariel Ramiro Calizaya Velásquez |                    | 1                  |                    | Sucre              | 20 de enero de 1987 (38 años)   |
| 23 | René Antonio Calvo Vidales      | E                  | 13                 | 1,93 m (6′ 4″)     | Sucre              | 19 de mayo de 1993 (31 años)    |
| 24 | Luis Samuel Careaga Calizaya    |                    | 1                  |                    |                    |                                 |
| 25 | Jonathan Deanel Cathey Macklin  | AP                 | 13                 | 2,06 m (6′ 9″)     | Milwaukee, WI      | 25 de marzo de 1991 (34 años)   |
| 99 | Lucas Daniel Tisher             | P                  | 12                 | 2,08 m (6′ 10″)    | Brasilia           | 29 de marzo de 1983 (41 años)   |
| |                                 |                    |                    |                    |                    |                                 |
| Entrenador: Claudio Farabello (fecha 6) Ignacio Domínguez (fecha 8) Diego D'andrea (semifinales juego 5) / Asistente: Franklin Flores |                                 |                    |                    |                    |                    |                                 |

| San Simón (Cochabamba)                                                          | San Simón (Cochabamba)          | San Simón (Cochabamba) | San Simón (Cochabamba) | San Simón (Cochabamba) | San Simón (Cochabamba) | San Simón (Cochabamba)             |
| Num                                                                             | Jugador                         | Pos                    | PJ                     | Altura                 | Ciudad Natal           | Edad                               |
| ------------------------------------------------------------------------------- | ------------------------------- | ---------------------- | ---------------------- | ---------------------- | ---------------------- | ---------------------------------- |
| 1                                                                               | Pedro Antonio Gutiérrez López   | B                      | 6                      | 1,76 m (5′ 9″)         | Oruro                  | 20 de octubre de 1996 (28 años)    |
| 2                                                                               | Cornell Marquis Holmes          |                        | 2                      |                        |                        | 10 de mayo de 1987 (37 años)       |
| 4                                                                               | Mario Jeisson Guillen Cardona   |                        | 2                      |                        |                        | 15 de marzo de 1998 (27 años)      |
| 7                                                                               | Ricardo Covarrubias Rivera      | A                      | 5                      | 1,91 m (6′ 3″)         | Cochabamba             | 17 de diciembre de 1995 (29 años)  |
| 8                                                                               | José Javier Martinez Zambrana   | P                      |                        | 1,90 m (6′ 3″)         | Cochabamba             | 28 de abril de 1980 (44 años)      |
| 9                                                                               | Ariel Callau Alvarado           | B                      | 2                      | 1,80 m (5′ 11″)        | Cochabamba             | 19 de septiembre de 1992 (32 años) |
| 10                                                                              | Andres Rodolfo Trujillo Cruz    |                        | 2                      |                        | Cochabamba             | 31 de agosto de 1999 (25 años)     |
| 13                                                                              | Diego Olguin Pol                | A                      | 6                      | 1,86 m (6′ 1″)         | Cochabamba             | 26 de abril de 1995 (29 años)      |
| 15                                                                              | Diego Daniel Soto Arce          | P                      | 3                      |                        | Cochabamba             | 14 de agosto de 1986 (38 años)     |
| 21                                                                              | Tyrone Dandre Lee               | A                      | 6                      | 2,06 m (6′ 9″)         |                        | 8 de abril de 1990 (34 años)       |
| 23                                                                              | Ty Kerwin Newman Jr.            |                        | 5                      | 1,93 m (6′ 4″)         |                        |                                    |
| 77                                                                              | Esteban Jose Covarrubias Rivera |                        | 6                      |                        | Cochabamba             |                                    |
| -                                                                               | Matthew Glover                  | B                      |                        | 1,96 m (6′ 5″)         | Orange, CA             | 5 de octubre de 1991 (33 años)     |
| -                                                                               | Johnnie Richardson              | A                      |                        | 2,03 m (6′ 8″)         |                        | 6 de febrero de 1991 (34 años)     |
| Entrenador: Sandro Alberto Patiño Sánchez / Asistente: Abel Garcia, Luis Mattos |                                 |                        |                        |                        |                        |                                    |

| Universidad (Santa Cruz)                                                            | Universidad (Santa Cruz)           | Universidad (Santa Cruz) | Universidad (Santa Cruz) | Universidad (Santa Cruz) | Universidad (Santa Cruz) | Universidad (Santa Cruz)           |
| Num                                                                                 | Jugador                            | Pos                      | PJ                       | Altura                   | Ciudad Natal             | Edad                               |
| ----------------------------------------------------------------------------------- | ---------------------------------- | ------------------------ | ------------------------ | ------------------------ | ------------------------ | ---------------------------------- |
| 2                                                                                   | José Alejandro Gutierrez Montero   |                          |                          |                          |                          |                                    |
| 3                                                                                   | Diego Hernan Burgos Salvatierra    | E                        | 2                        |                          | San Ignacio, Santa Cruz  | 13 de diciembre de 1993 (31 años)  |
| 4                                                                                   | Luis Fabricio Oliva Elias          | A                        | 2                        |                          | Santa Cruz               | 13 de julio de 1999 (25 años)      |
| 7                                                                                   | Jorge Alexander Parra Graterol     | P                        | 2                        | 2,07 m (6′ 9″)           |                          | 12 de septiembre de 1984 (40 años) |
| 8                                                                                   | Richard Earl Ford Jr.              | A                        | 1                        | 2,05 m (6′ 9″)           |                          | 3 de enero de 1985 (40 años)       |
| 10                                                                                  | Oscar Salvador Barrancos Rojas     | B                        | 2                        |                          | Santa Cruz               | 1 de febrero de 1998 (27 años)     |
| 13                                                                                  | Jose Hugo Gutierrez Borda          |                          |                          |                          | Sucre                    | 18 de junio de 1975 (49 años)      |
| 16                                                                                  | Luis Miguel Cabral Suárez          |                          | 2                        |                          | Santa Cruz               | 21 de abril de 1986 (38 años)      |
| 22                                                                                  | Eliezer José Montaño Caraballo     |                          | 2                        | 2,06 m (6′ 9″)           |                          | 21 de octubre de 1991 (33 años)    |
| 23                                                                                  | Cristian Manuel Molina Dorado      | B                        |                          |                          | Santa Cruz               | 8 de abril de 1994 (30 años)       |
| 26                                                                                  | Carlos Alberto Cabral Suárez       |                          | 2                        |                          | Santa Cruz               | 01 de diciembre de 1990 (34 años)  |
| 36                                                                                  | Andre Alberto Ribera Ibañez        | P                        | 1                        | 2,06 m (6′ 9″)           | Santa Cruz               | 8 de marzo de 1999 (26 años)       |
|                                                                                     | Lazaro Roberto Chappottin Valdivia | A                        |                          | 2,00 m (6′ 7″)           | Santa Cruz               | 28 de julio de 2000 (24 años)      |
| Entrenador: Luis Arias - Luis Bolaños / Asistente: Natalia Justiniano, Roque Candia |                                    |                          |                          |                          |                          |                                    |

| 0                                                                      | Terry Demetrius Martin Jr.             |    | 1 | 2,00 m (6′ 7″) |             | 23 de marzo de 1989 (36 años)      |  |  |  |  |  |
| 1                                                                      | Eduardo Daniel Veramendy Ríos          | B  | 3 | 1,70 m (5′ 7″) | Tarija      | 19 de diciembre de 1979 (45 años)  |  |  |  |  |  |
| 4                                                                      | Mauricio Andres Escobar Romero         |    |   |                |             | 09 de enero de 1999 (26 años)      |  |  |  |  |  |
| 5                                                                      | Deangelo Paul Jackson                  | A  | 3 | 2,03 m (6′ 8″) | El Paso, TX | 25 de julio de 1989 (35 años)      |  |  |  |  |  |
| 6                                                                      | Fabián Montellano Ibarra               | B  | 3 | 1,75 m (5′ 9″) | Tarija      | 01 de agosto de 1986 (38 años)     |  |  |  |  |  |
| 8                                                                      | Sergio Adrian Aliaga Vargas            |    | 0 |                | Tarija      |                                    |  |  |  |  |  |
| 9                                                                      | Alejandro Francisco España Gandarillas | AP | 3 | 1,90 m (6′ 3″) | Tarija      | 10 de abril de 1982 (42 años)      |  |  |  |  |  |
| 10                                                                     | Sergio Adrian Bejarano Carrasco        |    | 0 |                | Tarija      |                                    |  |  |  |  |  |
| 11                                                                     | Jorge Alberto Ichazo Moreno            |    | 1 |                | Tarija      | 29 de noviembre de 1981 (43 años)  |  |  |  |  |  |
| 12                                                                     | Miguel Eduardo Valenzuela Yáñez        |    | 3 |                | Tarija      | 10 de octubre de 1995 (29 años)    |  |  |  |  |  |
| 21                                                                     | Rodrigo Alberto Riera Quesada          |    | 3 |                | Sucre       | 05 de enero de 1993 (32 años)      |  |  |  |  |  |
| 25                                                                     | Francisco Pacheco Ugarte               |    | 0 |                |             | 4 de agosto de 2000 (24 años)      |  |  |  |  |  |
| 23                                                                     | Álvaro Gonzalo Pereyra Ruiz            | B  | 1 |                | Tarija      | 03 de octubre de 2000 (24 años)    |  |  |  |  |  |
| 34                                                                     | Arnold Michael Louis                   | A  | 3 | 2,01 m (6′ 7″) |             | 01 de enero de 1990 (35 años)      |  |  |  |  |  |
|                                                                        | Grover España Gandarillas              | B  |   | 1,83 m (6′ 0″) | Tarija      | 09 de marzo de 1978 (47 años)      |  |  |  |  |  |
|                                                                        | Jose Isaac Flores García               |    | 6 |                |             | 07 de septiembre de 1992 (32 años) |  |  |  |  |  |
|                                                                        | Jhonatan Borda Alvino                  |    |   |                |             |                                    |  |  |  |  |  |
|                                                                        | Luis Gustavo Almazan Lizarazu          |    |   |                |             |                                    |  |  |  |  |  |
|                                                                        | Julio Jorge Mendoza Medrano            | B  |   | 1,66 m (5′ 5″) | Tarija      | 20 de febrero de 1979 (46 años)    |  |  |  |  |  |
| Entrenador: Roberto Rojas - Oscar Coronel / Asistente: Witerman Gareca |                                        |    |   |                |             |                                    |  |  |  |  |  |

- Datos de la página oficial de FIBA, la Federación Boliviana de Básquetbol y Latinbasket.com

## Primera fase
Se conformaron los 2 grupos para la primera fase con los clásicos interseries. A mitad del torneo el club Calero de Potosí fue sancionado con resta de 3 puntos que fueron otorgados a los clubes CAN, Pichincha y Peñarol por la mala inclusión de un jugador que fue inhabilitado para el resto del torneo.
- Calero vs Pichincha
- La Salle vs Vikingos
- San Simón vs La Salle Olympic
- And-1 vs Peñarol
- CAN vs Carl A-Z
- Amistad vs Universidad Cruceña

## Grupo A
| Equipo                 | PJ | PG | PP | CF   | CC   | DIF  | Pts |
| ---------------------- | -- | -- | -- | ---- | ---- | ---- | --- |
| Calero (Potosí)        | 12 | 11 | 1  | 1088 | 911  | +177 | 20  |
| CAN (Oruro)            | 12 | 6  | 6  | 1069 | 1040 | +29  | 19  |
| San Simón (Cochabamba) | 12 | 6  | 6  | 1045 | 1052 | -7   | 18  |
| Vikingos (Tarija)      | 12 | 6  | 6  | 1077 | 1114 | -37  | 18  |
| Amistad (Sucre)        | 12 | 6  | 6  | 1070 | 1094 | -24  | 18  |
| Peñarol (Quillacollo)  | 12 | 4  | 8  | 952  | 1004 | -52  | 17  |

|  |                                 |
|  | Clasificados a la segunda fase. |

| Calero    | 69 – 62  | Pichincha        | Ciudad de Potosí        | 9 de mayo   | 20:30 |
| Vikingos  | 82 – 93  | La Salle         | Guadalquivir Básquetbol | 5 de mayo   | 20:30 |
| San Simón | 100 – 68 | La Salle Olympic | Grover Suárez           | 5 de mayo   | 20:30 |
| Peñarol   | 95 – 75  | And-1            | Máx Fernández           | 5 de mayo   | 20:30 |
| Carl A-Z  | 100 – 99 | CAN              | Luis Lazzo Quinteros    | 5 de mayo   | 20:30 |
| Amistad   | 107 – 78 | Universidad      | Polideportivo Garcilazo | 14 de junio | 20:30 |

| San Simón | 127 – 121 | CAN     | Grover Suárez           | 12 de mayo | 20:30 |
| Vikingos  | 73 – 90   | Calero  | Guadalquivir Básquetbol | 12 de mayo | 20:30 |
| Peñarol   | 73 – 44   | Amistad | Max Fernández           | 12 de mayo | 21:00 |

| Calero   | 75 – 62  | San Simón | Ciudad de Potosí        | 19 de mayo | 20:30 |
| CAN      | 80 – 74  | Peñarol   | Coliseo CAN             | 19 de mayo | 20:30 |
| Vikingos | 105 – 68 | Amistad   | Guadalquivir Básquetbol | 20 de mayo | 20:30 |

| Peñarol  | 70 – 73 | San Simón | Máx Fernández           | 26 de mayo | 21:00 |
| Amistad  | 88 – 99 | Calero    | Polideportivo Garcilazo | 26 de mayo | 20:30 |
| Vikingos | 86 – 83 | CAN       | Guadalquivir Básquetbol | 26 de mayo | 20:30 |

| San Simón | 113 – 98 | Amistad  | Grover Suárez | 2 de junio | 20:30 |
| CAN       | 74 – 86  | Calero   | Coliseo CAN   | 2 de junio | 20:30 |
| Peñarol   | 77 – 93  | Vikingos | Max Fernández | 2 de junio | 21:00 |

| Vikingos | 92 – 89  | San Simón | Guadalquivir Básquetbol | 9 de junio | 20:30 |
| Amistad  | 88 – 86  | CAN       | Polideportivo Garcilazo | 9 de junio | 20:30 |
| Calero   | 127 – 72 | Peñarol   | Ciudad de Potosí        | 9 de junio | 20:30 |

| La Salle Olympic | 79 – 92   | San Simón | Grover Suárez           | 16 de junio | 20:30 |
| La Salle         | 109 – 113 | Vikingos  | Guadalquivir Básquetbol | 16 de junio | 20:30 |
| CAN              | 65 – 56   | Carl A-Z  | Coliseo CAN             | 16 de junio | 20:30 |
| Pichincha        | 83 – 86   | Calero    | Ciudad de Potosí        | 16 de junio | 20:30 |
| Universidad      | 88 – 66   | Amistad   | Gilberto Pareja         | 17 de junio | 20:30 |
| And-1            | 84 – 87   | Peñarol   | Julio Borelli Viteritto | 18 de junio | 18:00 |

| Calero  | 112 – 85 | Vikingos  | Ciudad de Potosí        | 23 de junio | 20:00 |
| Amistad | 99 – 72  | Peñarol   | Polideportivo Garcilazo | 23 de junio | 20:30 |
| CAN     | 94 – 68  | San Simón | Coliseo CAN             | 24 de junio | 20:00 |

| Amistad   | 108 – 89 | Vikingos | Polideportivo Garcilazo | 27 de junio | 20:30 |
| Peñarol   | 74 – 83  | CAN      | Max Fernández           | 30 de junio | 21:00 |
| San Simón | 69 – 81  | Calero   | Grover Suárez           | 22 de julio | 20:30 |

| San Simón | 67 – 93  | Peñarol  | Grover Suárez    | 7 de julio  | 20:30 |
| CAN       | 101 – 84 | Vikingos | Coliseo CAN      | 8 de julio  | 20:30 |
| Calero    | 88 – 97  | Amistad  | Ciudad de Potosí | 25 de julio | 20:30 |

| Vikingos | 90 – 88 | Peñarol   | Guadalquvir Básquetbol  | 14 de julio | 20:30 |
| Amistad  | 96 – 89 | San Simón | Polideportivo Garcilazo | 16 de julio | 16:30 |
| Calero   | 86 – 69 | CAN       | Ciudad de Potosí        | 26 de julio | 20:30 |

| San Simón | 96 – 85   | Vikingos | Grover Suárez | 21 de julio | 20:30 |
| CAN       | 114 – 111 | Amistad  | Coliseo CAN   | 21 de julio | 20:30 |
| Peñarol   | 77 – 89   | Calero   | Max Fernández | 21 de julio | 21:00 |

## Grupo B
| Equipo                        | PJ | PG | PP | CF   | CC   | DIF  | Pts |
| ----------------------------- | -- | -- | -- | ---- | ---- | ---- | --- |
| Pichincha (Potosí)            | 12 | 9  | 3  | 1052 | 962  | +90  | 22  |
| La Salle (Tarija)             | 12 | 8  | 4  | 1070 | 978  | +92  | 20  |
| Carl A-Z (Oruro)              | 12 | 7  | 5  | 1015 | 946  | +69  | 19  |
| Universidad (Santa Cruz)      | 12 | 4  | 8  | 926  | 1001 | -75  | 16  |
| La Salle Olympic (Cochabamba) | 12 | 3  | 9  | 1034 | 1111 | -77  | 15  |
| And-1 (La Paz)                | 12 | 2  | 10 | 919  | 1104 | -185 | 14  |

|  |                                 |
|  | Clasificados a la segunda fase. |

| Calero    | 69 – 62  | Pichincha        | Ciudad de Potosí        | 5 de mayo   | 20:30 |
| Vikingos  | 82 – 93  | La Salle         | Guadalquivir Básquetbol | 5 de mayo   | 20:30 |
| San Simón | 100 – 68 | La Salle Olympic | Grover Suárez           | 5 de mayo   | 20:30 |
| Peñarol   | 95 – 75  | And-1            | Máx Fernández           | 5 de mayo   | 20:30 |
| Carl A-Z  | 100 – 99 | CAN              | Luis Lazzo Quinteros    | 5 de mayo   | 20:30 |
| Amistad   | 107 – 78 | Universidad      | Polideportivo Garcilazo | 14 de junio | 20:30 |

| Pichincha | 81 – 70  | La Salle         | Ciudad de Potosí        | 12 de mayo | 21:00 |
| Carl A-Z  | 109 – 60 | Universidad      | Luis Lazzo Quinteros    | 12 de mayo | 20:30 |
| And-1     | 69 – 65  | La Salle Olympic | Julio Borelli Viteritto | 13 de mayo | 20:30 |

| La Salle    | 109 – 85 | And-1            | Guadalquivir Básquetbol | 19 de mayo | 20;30 |
| Carl A-Z    | 81 – 83  | Pichincha        | Luis Lazzo Quinteros    | 20 de mayo | 20:30 |
| Universidad | 83 – 78  | La Salle Olympic | Gilberto Pareja         | 20 de mayo | 20;30 |

| Pichincha        | 103 – 73 | And-1    | Ciudad de Potosí | 26 de mayo | 20:30 |
| La Salle Olympic | 88 – 79  | Carl A-Z | Grover Suárez    | 26 de mayo | 20:30 |
| Universidad      | 73 – 69  | La Salle | Gilberto Pareja  | 26 de mayo | 20:30 |

| Pichincha | 89 – 83 | La Salle Olympic | Ciudad de Potosí        | 2 de junio | 20:30 |
| And-1     | 80 – 73 | Universidad      | Julio Borelli Viteritto | 2 de junio | 20:30 |
| La Salle  | 90 – 62 | Carl A-Z         | Guadalquivir Básquetbol | 2 de junio | 20:30 |

| Universidad      | 67 – 80  | Pichincha | Gilberto Pareja Eduardo Verde Ramo | 9 de junio | 20:30 |
| La Salle Olympic | 95 – 107 | La Salle  | Grover Suárez                      | 9 de junio | 20:30 |
| Carl A-Z         | 88 – 75  | And-1     | Luis Lazzo Quinteros               | 9 de junio | 20:30 |

| La Salle Olympic | 79 – 92   | San Simón | Grover Suárez           | 16 de junio | 20:30 |
| La Salle         | 109 – 113 | Vikingos  | Guadalquivir Básquetbol | 16 de junio | 20:30 |
| CAN              | 65 – 56   | Carl A-Z  | Coliseo CAN             | 16 de junio | 20:30 |
| Pichincha        | 83 – 86   | Calero    | Ciudad de Potosí        | 16 de junio | 20:30 |
| Universidad      | 88 – 66   | Amistad   | Gilberto Pareja         | 17 de junio | 20:30 |
| And-1            | 84 – 87   | Peñarol   | Julio Borelli Viteritto | 18 de junio | 18:00 |

| La Salle Olympic | 116 – 91 | And-1     | Grover Suárez           | 23 de junio | 20:30 |
| La Salle         | 94 – 89  | Pichincha | Guadalquivir Básquetbol | 24 de junio | 20:30 |
| Universidad      | 71 – 74  | Carl A-Z  | Gilberto Pareja         | 24 de junio | 20:30 |

| And-1            | 67 – 76  | La Salle    | Julio Borelli Viteritto | 30 de junio | 20:30 |
| Pichincha        | 76 – 71  | Carl A-Z    | Ciudad de Potosí        | 30 de junio | 20:30 |
| La Salle Olympic | 105 – 93 | Universidad | Grover Suárez           | 30 de junio | 20:30 |

| And-1    | 90 – 102 | Pichincha        | Julio Borelli Viteritto | 7 de julio | 20:30 |
| Carl A-Z | 109 – 84 | La Salle Olympic | Luis Lazzo Quinteros    | 7 de julio | 20:30 |
| La Salle | 74 – 69  | Universidad      | Guadalquivir Básquetbol | 7 de julio | 20:30 |

| La Salle Olympic | 98 – 101 | Pichincha | Grover Suárez        | 14 de julio | 20:30 |
| Carl A-Z         | 87 – 81  | La Salle  | Luis Lazzo Quinteros | 14 de julio | 20:30 |
| Universidad      | 91 – 56  | And-1     | Gilberto Pareja      | 15 de julio | 20:30 |

| Pichincha | 103 – 80 | Universidad      | Ciudad de Potosí        | 21 de julio | 20:30 |
| La Salle  | 98 – 75  | La Salle Olympic | Guadalquivir Básquetbol | 21 de julio | 20:30 |
| And-1     | 74 – 99  | Carl A-Z         | Julio Borelli Viteritto | 22 de julio | 20:30 |

## Equipos igualados en puntos
| Equipo                 | PJ | PG | PP | CF  | CC  | DIF | Pts |
| ---------------------- | -- | -- | -- | --- | --- | --- | --- |
| San Simón (Cochabamba) | 4  | 2  | 2  | 387 | 371 | +16 | 6   |
| Vikingos (Tarija)      | 4  | 2  | 2  | 371 | 361 | +10 | 6   |
| Amistad (Sucre)        | 4  | 2  | 2  | 370 | 396 | -26 | 6   |

- San Simón y Vikingos avanzan como tercero y cuarto por mejor diferencia de cesto entre equipos igualados en puntos.

## Play-offs; campeonato
La fase final de Playoffs se jugará al mejor de 3 partidos en la fase de 4º de final (1-2) y 5 partidos en las fases de semifinales y finales (2-2-1).

## Cuadro
|  | Cuartos de final           | Cuartos de final           | Cuartos de final           |           |    | Semifinales        | Semifinales        | Semifinales        |  |    | Finales               | Finales               | Finales               |  |
|  | 28 de julio al 6 de agosto | 28 de julio al 6 de agosto | 28 de julio al 6 de agosto |           |    | 11 al 25 de agosto | 11 al 25 de agosto | 11 al 25 de agosto |  |    | 1 al 15 de septiembre | 1 al 15 de septiembre | 1 al 15 de septiembre |  |
|  |                            |                            |                            |           |    |                    |                    |                    |  |    |                       |                       |                       |  |
|  |                            |                            |                            |           |    |                    |                    |                    |  |    |                       |                       |                       |  |
|  | 1A                         | Calero                     | 2                          |           |    |                    |                    |                    |  |    |                       |                       |                       |  |
|  | 1A                         | Calero                     | 2                          |           |    |                    |                    |                    |  |    |                       |                       |                       |  |
|  | 4B                         | Universidad                | 0                          |           |    |                    |                    |                    |  |    |                       |                       |                       |  |
|  | 4B                         | Universidad                | 0                          |           | 1A | Calero             | 3                  |                    |  |    |                       |                       |                       |  |
|  |                            |                            |                            |           | 1A | Calero             | 3                  |                    |  |    |                       |                       |                       |  |
|  |                            |                            | 3A                         | San Simón | 1  |                    |                    |                    |  |    |                       |                       |                       |  |
|  | 2B                         | La Salle                   | 3A                         | San Simón | 1  | 0                  |                    |                    |  |    |                       |                       |                       |  |
|  | 2B                         | La Salle                   |                            |           |    |                    |                    |                    |  |    |                       |                       |                       |  |
|  | 3A                         | San Simón                  | 2                          |           |    |                    |                    |                    |  |    |                       |                       |                       |  |
|  | 3A                         | San Simón                  | 2                          |           |    |                    |                    |                    |  | 1A | Calero                | 3                     |                       |  |
|  |                            |                            |                            |           |    |                    |                    |                    |  | 1A | Calero                | 3                     |                       |  |
|  |                            |                            | 1B                         | Pichincha | 2  |                    |                    |                    |  |    |                       |                       |                       |  |
|  | 2A                         | CAN                        | 1B                         | Pichincha | 2  | 2                  |                    |                    |  |    |                       |                       |                       |  |
|  | 2A                         | CAN                        |                            |           |    |                    |                    |                    |  |    |                       |                       |                       |  |
|  | 3B                         | Carl A-Z                   | 1                          |           |    |                    |                    |                    |  |    |                       |                       |                       |  |
|  | 3B                         | Carl A-Z                   | 1                          |           | 2A | CAN                | 2                  |                    |  |    |                       |                       |                       |  |
|  |                            |                            |                            |           | 2A | CAN                | 2                  |                    |  |    |                       |                       |                       |  |
|  |                            |                            | 1B                         | Pichincha | 3  |                    |                    |                    |  |    |                       |                       |                       |  |
|  | 1B                         | Pichincha                  | 1B                         | Pichincha | 3  | 2                  |                    |                    |  |    |                       |                       |                       |  |
|  | 1B                         | Pichincha                  |                            |           |    |                    |                    |                    |  |    |                       |                       |                       |  |
|  | 4A                         | Vikingos                   | 1                          |           |    |                    |                    |                    |  |    |                       |                       |                       |  |
|  | 4A                         | Vikingos                   | 1                          |           |    |                    |                    |                    |  |    |                       |                       |                       |  |
|  |                            |                            |                            |           |    |                    |                    |                    |  |    |                       |                       |                       |  |

- Nota: En cada llave, el equipo que figura en la parte superior de la llave cuenta con ventaja de campo.

## Cuartos de final
Calero vs Universidad
| 29 de julio, 20:30 | Universidad                                                      | 68–89                | Calero                                                         | Santa Cruz                                                                                 |  |  |
|                    | Parciales: 19-24, 15-20, 16-22, 18-23                            |                      |                                                                |                                                                                            |  |  |
|                    | Estadísticas Jorge Parra 16 Eliezer Montaño 18 Oscar Barrancos 5 | Reporte Pts Reb Asts | Estadísticas 31 Ronald Arze 10 Cristhian Camargo 4 Ronald Arze | Pabellón: Gilberto Pareja Árbitros: * Vladimir Revollo * Esrrael Condori * Jhonny Zambrana |  |  |
| Serie: 0 - 1       |                                                                  |                      |                                                                |                                                                                            |  |  |
|                    |                                                                  |                      |                                                                |                                                                                            |  |  |

| 3 de agosto, 20:30 | Calero                                                                    | 94–81                | Universidad                                                    | Potosí                                                                                  |  |  |
|                    | Parciales: 22-20, 29-9, 22-29, 21-23                                      |                      |                                                                |                                                                                         |  |  |
|                    | Estadísticas Agustín Ambrosino 34 Cristhian Camargo 8 Agustín Ambrosino 8 | Reporte Pts Reb Asts | Estadísticas 24 Jorge Parra 12 Eliezer Montaño 2 Carlos Cabral | Pabellón: Ciudad de Potosí Árbitros: * Franklin García * Mario Guerra * Hugo De La Riva |  |  |
| Serie: 2 - 0       |                                                                           |                      |                                                                |                                                                                         |  |  |
|                    |                                                                           |                      |                                                                |                                                                                         |  |  |

San Simón vs La Salle
| 29 de julio, 20:30 | San Simón                                                  | 88–81                | La Salle                                                        | Cochabamba                                                                         |  |  |
|                    | Parciales: 15-18, 15-22, 30-17, 28-24                      |                      |                                                                 |                                                                                    |  |  |
|                    | Estadísticas Tyrone Lee 31 Tyrone Lee 11 Pedro Gutierrez 6 | Reporte Pts Reb Asts | Estadísticas 22 Martin Ochoa 10 Martin Ochoa 7 Víctor Fernández | Pabellón: Grover Suárez Árbitros: * Daniel Vega * Juan Carlos Torres * Tito Ugarte |  |  |
| Serie: 1 - 0       |                                                            |                      |                                                                 |                                                                                    |  |  |
|                    |                                                            |                      |                                                                 |                                                                                    |  |  |

| 4 de agosto, 20:30 | La Salle                                                          | 58–64                | San Simón                                                  | Tarija                                                                                      |  |  |
|                    | Parciales: 19-12, 9-20, 16-18, 14-14                              |                      |                                                            |                                                                                             |  |  |
|                    | Estadísticas Vicent Dillard 22 De Andre Coleman 22 Martín Ochoa 3 | Reporte Pts Reb Asts | Estadísticas 18 Tyrone Lee 13 Tyrone Lee 4 Pedro Gutierrez | Pabellón: Guadalquivir Básquetbol Árbitros: * Arturo Murillo * Esrrael Condori * Raul Rivas |  |  |
| Serie: 0 - 2       |                                                                   |                      |                                                            |                                                                                             |  |  |
|                    |                                                                   |                      |                                                            |                                                                                             |  |  |

CAN vs Carl A-Z
| 28 de julio, 20:30 | Carl A-Z                                                       | 98–93                | CAN                                                           | Oruro                                                                                     |  |  |
|                    | Parciales: 25-21, 23-19, 20-24, 30-29                          |                      |                                                               |                                                                                           |  |  |
|                    | Estadísticas Yavario Smith 32 Daven Dwight 7 Matthew William 5 | Reporte Pts Reb Asts | Estadísticas 27 Darnell Evans 6 Albert Flores 3 Darnell Evans | Pabellón: Luis Lazzo Quinteros Árbitros: * Franklin García * Arturo Murillo * Pastor Cruz |  |  |
| Serie: 1 - 0       |                                                                |                      |                                                               |                                                                                           |  |  |
|                    |                                                                |                      |                                                               |                                                                                           |  |  |

| 4 de agosto, 20:30 | CAN                                                                | 104–85               | Carl A-Z                                                        | Oruro                               |  |  |
|                    | Parciales: 36-17, 21-18, 25-29, 22-21                              |                      |                                                                 |                                     |  |  |
|                    | Estadísticas Darnell Evans 29 Marco Recamo 11 Patricio Rodríguez 6 | Reporte Pts Reb Asts | Estadísticas 20 Yavario Smith 7 Matthew William 3 Yavario Smith | Pabellón: Coliseo CAN Árbitros: * - |  |  |
| Serie: 1 - 1       |                                                                    |                      |                                                                 |                                     |  |  |
|                    |                                                                    |                      |                                                                 |                                     |  |  |

| 6 de agosto, 20:30 | CAN                                                                      | 88–63                | Carl A-Z                                                    | Oruro                                                                           |  |  |
|                    | Parciales: 19-16, 33-13, 13-21, 23-13                                    |                      |                                                             |                                                                                 |  |  |
|                    | Estadísticas Darnell Evans 19 Emanuel Sebastian 12 Patricio Rodríguez 10 | Reporte Pts Reb Asts | Estadísticas 17 Javier Amado 12 Daven Dwight 5 Daven Dwight | Pabellón: Coliseo CAN Árbitros: * Vladimir Revollo * Pastor Cruz * Jerry Rivero |  |  |
| Serie: 2 - 1       |                                                                          |                      |                                                             |                                                                                 |  |  |
|                    |                                                                          |                      |                                                             |                                                                                 |  |  |

Vikingos vs Pichincha
| 29 de julio, 20:30 | Vikingos                                                            | 108–98               | Pichincha                                                   | Tarija                                                                                        |  |  |
|                    | Parciales: 25-18, 23-24, 29-26, 14-23 (T.E.: 17-7)                  |                      |                                                             |                                                                                               |  |  |
|                    | Estadísticas DeAngelo Jackson 33 Arnold Louis 9 Fabián Montellano 7 | Reporte Pts Reb Asts | Estadísticas 40 Warren Girard 13 Rene Calvo 3 Carlos Romero | Pabellón: Polideportivo Garcilazo Árbitros: * Franklin García * José Guerra * Jassmany Choque |  |  |
| Serie: 1 - 0       |                                                                     |                      |                                                             |                                                                                               |  |  |
|                    |                                                                     |                      |                                                             |                                                                                               |  |  |

| 4 de agosto, 21:00 | Pichincha                                                            | 109–84               | Vikingos                                                               | Potosí                                                                         |  |  |
|                    | Parciales: 27-17, 27-18, 30-24, 25-25                                |                      |                                                                        |                                                                                |  |  |
|                    | Estadísticas Fernando Cadario 29 Miguel Justiniano 4 Warren Girard 7 | Reporte Pts Reb Asts | Estadísticas 41 DeAngelo Jackson 8 Alejandro España 9 Alejandro España | Pabellón: Ciudad de Potosí Árbitros: * José Guerra * Daniel Vega * Tito Ugarte |  |  |
| Serie: 1 - 1       |                                                                      |                      |                                                                        |                                                                                |  |  |
|                    |                                                                      |                      |                                                                        |                                                                                |  |  |

| 5 de agosto, 20:30 | Pichincha                                                  | 94–85                | Vikingos                                                            | Potosí                                                                         |  |  |
|                    | Parciales: 24-29, 18-8, 27-26, 25-22                       |                      |                                                                     |                                                                                |  |  |
|                    | Estadísticas Warren Girard 21 Lucas Daniel 8 Paolo Ramos 7 | Reporte Pts Reb Asts | Estadísticas 37 DeAngelo Jackson 9 Arnold Louis 14 Alejandro España | Pabellón: Ciudad de Potosí Árbitros: * José Guerra * Daniel Vega * Tito Ugarte |  |  |
| Serie: 2 - 1       |                                                            |                      |                                                                     |                                                                                |  |  |
|                    |                                                            |                      |                                                                     |                                                                                |  |  |

## Semifinales
Calero vs San Simón
| 11 de agosto, 20:30 | Calero                                                                    | 114–84               | San Simón                                               | Potosí                                   |  |  |
|                     | Parciales: 26-11, 22-25, 32-27, 34-21                                     |                      |                                                         |                                          |  |  |
|                     | Estadísticas Agustín Ambrosino 41 Agustín Ambrosino 7 Cristhian Camargo 9 | Reporte Pts Reb Asts | Estadísticas 23 Tyrone Lee 4 Tyrone Lee 2 Ty Newman Jr. | Pabellón: Ciudad de Potosí Árbitros: * - |  |  |
| Serie: 1 - 0        |                                                                           |                      |                                                         |                                          |  |  |
|                     |                                                                           |                      |                                                         |                                          |  |  |

| 12 de agosto, 20:30 | Calero                                                                   | 70–58                | San Simón                                             | Potosí                                                                                    |  |  |
|                     | Parciales: 17-7, 8-12, 23-17, 22-22                                      |                      |                                                       |                                                                                           |  |  |
|                     | Estadísticas Agustín Ambrosino 17 Abiodun Adegoke 11 Cristhian Camargo 5 | Reporte Pts Reb Asts | Estadísticas 18 Tyrone Lee 14 Tyrone Lee 4 Tyrone Lee | Pabellón: Ciudad de Potosí Árbitros: * Esrrael Condori * Daniel Vega * Juan Carlos Torrez |  |  |
| Serie: 2 - 0        |                                                                          |                      |                                                       |                                                                                           |  |  |
|                     |                                                                          |                      |                                                       |                                                                                           |  |  |

| 18 de agosto, 20:30 | San Simón                                                 | 100–93               | Calero                                                                 | Cochabamba                                                                      |  |  |
|                     | Parciales: 32-20, 24-24, 16-17, 13-24 (T.E.: 15-8)        |                      |                                                                        |                                                                                 |  |  |
|                     | Estadísticas Ty Newman Jr 29 Tyrone Lee 14 Diego Olguin 7 | Reporte Pts Reb Asts | Estadísticas 27 Louis Munks III 12 Abiodun Adegoke 9 Cristhian Camargo | Pabellón: Grover Suárez Árbitros: * Daniel Vega * Tito Ugarte * Jassmany Choque |  |  |
| Serie: 1 - 2        |                                                           |                      |                                                                        |                                                                                 |  |  |
|                     |                                                           |                      |                                                                        |                                                                                 |  |  |

| 19 de agosto, 20:30 | San Simón                                                   | 71–80                | Calero                                                                 | Cochabamba                                                                             |  |  |
|                     | Parciales: 12-24, 12-18, 26-11, 21-27                       |                      |                                                                        |                                                                                        |  |  |
|                     | Estadísticas Ty Newman Jr 24 Tyrone Lee 8 Pedro Gutierrez 4 | Reporte Pts Reb Asts | Estadísticas 24 Louis Munks III 11 Abiodun Adegoke 6 Cristhian Camargo | Pabellón: Grover Suárez Árbitros: * Esrrael Condori * Daniel Vega * Juan Carlos Torrez |  |  |
| Serie: 1 - 3        |                                                             |                      |                                                                        |                                                                                        |  |  |
|                     |                                                             |                      |                                                                        |                                                                                        |  |  |

CAN vs Pichincha
| 11 de agosto, 20:30 | CAN                                                                    | 98–86                | Pichincha                                                       | Oruro                                                                          |  |  |
|                     | Parciales: 24-16, 20-28, 27-17, 27-25                                  |                      |                                                                 |                                                                                |  |  |
|                     | Estadísticas Patricio Rodríguez 27 Sebastian Picton 10 Darnell Evans 7 | Reporte Pts Reb Asts | Estadísticas 24 Warren Girard 8 Jonathan Cathey 4 Warren Girard | Pabellón: Coliseo CAN Árbitros: * Franklin García * Mario Guerra * Pastor Cruz |  |  |
| Serie: 1 - 0        |                                                                        |                      |                                                                 |                                                                                |  |  |
|                     |                                                                        |                      |                                                                 |                                                                                |  |  |

| 12 de agosto, 20:30 | CAN                                                                      | 90–86                | Pichincha                                                   | Oruro                                                                                 |  |  |
|                     | Parciales: 22-13, 16-24, 25-26, 27-23                                    |                      |                                                             |                                                                                       |  |  |
|                     | Estadísticas Sebastian Picton 36 Sebastian Picton 6 Patricio Rodríguez 5 | Reporte Pts Reb Asts | Estadísticas 22 Warren Girard 14 Rene Calvo 3 Carlos Romero | Pabellón: Coliseo CAN Árbitros: * Vladimir Revollo * Arturo Murillo * Jassmany Choque |  |  |
| Serie: 2 - 0        |                                                                          |                      |                                                             |                                                                                       |  |  |
|                     |                                                                          |                      |                                                             |                                                                                       |  |  |

| 17 de agosto, 20:30 | Pichincha                                                       | 86–73                | CAN                                                          | Potosí                                                                             |  |  |
|                     | Parciales: 26-18, 24-23, 19-17, 17-15                           |                      |                                                              |                                                                                    |  |  |
|                     | Estadísticas Fernando Cadario 26 Carlos Romero 8 Paolo Ramos 10 | Reporte Pts Reb Asts | Estadísticas 34 Darnell Evans 7 Marco Recamo 7 Celmar Alanes | Pabellón: Ciudad de Potosí Árbitros: * Franklin García * Mario Guerra * Raul Rivas |  |  |
| Serie: 1 - 2        |                                                                 |                      |                                                              |                                                                                    |  |  |
|                     |                                                                 |                      |                                                              |                                                                                    |  |  |

| 18 de agosto, 20:30 | Pichincha                                                           | 84–64                | CAN                                                            | Potosí                                                                                   |  |  |
|                     | Parciales: 18-12, 19-11, 28-22, 19-19                               |                      |                                                                |                                                                                          |  |  |
|                     | Estadísticas Jonathan Cathey 19 Miguel Justiniano 4 Carlos Romero 8 | Reporte Pts Reb Asts | Estadísticas 29 Darnell Evans 8 Celmar Alanes 10 Celmar Alanes | Pabellón: Ciudad de Potosí Árbitros: * Vladimir Revollo * Franklin García * Mario Guerra |  |  |
| Serie: 2 - 2        |                                                                     |                      |                                                                |                                                                                          |  |  |
|                     |                                                                     |                      |                                                                |                                                                                          |  |  |

| 25 de agosto, 20:30 | CAN                                                                | 77–88                | Pichincha                                                        | Oruro                                                                                |  |  |
|                     | Parciales: 20-16, 22-22, 19-24, 16-26                              |                      |                                                                  |                                                                                      |  |  |
|                     | Estadísticas Marco Recamo 17 Albert Flores 6 Patricio Rodríguez 14 | Reporte Pts Reb Asts | Estadísticas 22 Warren Girard 10 Jonathan Cathey 4 Carlos Romero | Pabellón: Coliseo CAN Árbitros: * Vladimir Revollo * Arturo Murillo * Israel Condori |  |  |
| Serie: 2 - 3        |                                                                    |                      |                                                                  |                                                                                      |  |  |
|                     |                                                                    |                      |                                                                  |                                                                                      |  |  |

## Finales
Calero vs Pichincha
| 1 de septiembre, 20:30 | Calero                                                              | 73–67                | Pichincha                                                   | Potosí                                                                              |  |  |
|                        | Parciales: 17-12, 17-21, 18-13, 21-21                               |                      |                                                             |                                                                                     |  |  |
|                        | Estadísticas Louis Munks III 20 Louis Munks III 8 Louis Munks III 4 | Reporte Pts Reb Asts | Estadísticas 15 Warren Girard 7 Lucas Daniel 4 Wilson Romay | Pabellón: Ciudad de Potosí Árbitros: * Franklin García * Mario Guerra * Daniel Vega |  |  |
| Serie: 1 - 0           |                                                                     |                      |                                                             |                                                                                     |  |  |
|                        |                                                                     |                      |                                                             |                                                                                     |  |  |

| 2 de septiembre, 20:30 | Calero                                                            | 82–90                | Pichincha                                                | Potosí                                                                                 |  |  |
|                        | Parciales: 20-21, 14-18, 21-25, 27-26                             |                      |                                                          |                                                                                        |  |  |
|                        | Estadísticas Louis Munks III 23 Agustín Ambrosino 8 Ronald Arze 6 | Reporte Pts Reb Asts | Estadísticas 23 Warren Girard 9 Rene Calvo 7 Paolo Ramos | Pabellón: Ciudad de Potosí Árbitros: * Mario Guerra * Juan Carlos Torres * Tito Ugarte |  |  |
| Serie: 1 - 1           |                                                                   |                      |                                                          |                                                                                        |  |  |
|                        |                                                                   |                      |                                                          |                                                                                        |  |  |

| 8 de septiembre, 20:30 | Pichincha                                                    | 80–90                | Calero                                                              | Potosí                                                                            |  |  |
|                        | Parciales: 21-22, 15-23, 26-16, 18-29                        |                      |                                                                     |                                                                                   |  |  |
|                        | Estadísticas Warren Girard 26 Jonathan Cathey 6 Rene Calvo 5 | Reporte Pts Reb Asts | Estadísticas 24 Agustín Ambrosino 6 Agustín Ambrosino 8 Ronald Arze | Pabellón: Ciudad de Potosí Árbitros: * José Guerra * Arturo Murillo * Daniel Vega |  |  |
| Serie: 1 - 2           |                                                              |                      |                                                                     |                                                                                   |  |  |
|                        |                                                              |                      |                                                                     |                                                                                   |  |  |

| 9 de septiembre, 20:30 | Pichincha                                                           | 113–103              | Calero                                                             | Potosí                                                                                  |  |  |
|                        | Parciales: 25-28, 21-23, 33-24, 34-28                               |                      |                                                                    |                                                                                         |  |  |
|                        | Estadísticas Fernando Cadario 26 Jonathan Cathey 4 Warren Girard 15 | Reporte Pts Reb Asts | Estadísticas 39 Louis Munks III 6 Agustín Ambrosino 18 Ronald Arze | Pabellón: Ciudad de Potosí Árbitros: * Vladimir Revollo * José Guerra * Esrrael Condori |  |  |
| Serie: 2 - 2           |                                                                     |                      |                                                                    |                                                                                         |  |  |
|                        |                                                                     |                      |                                                                    |                                                                                         |  |  |

| 15 de septiembre, 20:30 | Calero                                                      | 71–68                | Pichincha                                                       | Potosí                                                                                |  |  |
|                         | Parciales: 24-15, 8-18, 24-20, 15-15                        |                      |                                                                 |                                                                                       |  |  |
|                         | Estadísticas Ronald Arze 25 Ronald Arze 9 Louis Munks III 7 | Reporte Pts Reb Asts | Estadísticas 13 Jonathan Cathey 4 Warren Girard 4 Carlos Romero | Pabellón: Ciudad de Potosí Árbitros: * Franklin García * Israel Condori * Daniel Vega |  |  |
| Serie: 3 - 2            |                                                             |                      |                                                                 |                                                                                       |  |  |
|                         |                                                             |                      |                                                                 |                                                                                       |  |  |

CALERO CAMPEÓN DE LA LIBOBÁSQUET 2017
PRIMER TÍTULO

## Plantilla del equipo campeón
| Calero (Potosí)             | Calero (Potosí)                  | Calero (Potosí) | Calero (Potosí) | Calero (Potosí) | Calero (Potosí) | Calero (Potosí)                    |
| Num                         | Jugador                          | Pos             | PJ              | Altura          | Ciudad Natal    | Edad                               |
| --------------------------- | -------------------------------- | --------------- | --------------- | --------------- | --------------- | ---------------------------------- |
| 1                           | 🇳🇬 Abiodun Adegoke               |                 | 10              |                 |                 | 28 de agosto de 1991 (33 años)     |
| 3                           | Louis Charles Munks III          | B               | 11              | 1,90 m (6′ 3″)  | Arlington, TX   | 27 de diciembre de 1990 (34 años)  |
| 4                           | Ruben Gonzales Martínez          | AP              | 11              | 1,75 m (5′ 9″)  |                 | 17 de octubre de 1995 (29 años)    |
| 6                           | David Óscar Oros Quiroga         | A               | 8               | 1,80 m (5′ 11″) | Potosí          | 06 de enero de 1988 (37 años)      |
| 7                           | Cristhian Camargo Llanos         | A               | 11              | 1,96 m (6′ 5″)  | Cochabamba      | 14 de noviembre de 1993 (31 años)  |
| 8                           | Abraham De Guzman Machaca Mamani |                 | 1               |                 | Potosí          | 08 de agosto de 1997 (27 años)     |
| 9                           | Jhasmani Carlos Checa Flórez     | P               | 4               |                 | Potosí          | 15 de mayo de 1993 (31 años)       |
| 10                          | Ronald Iván Arze Soria           | B               | 11              | 1,77 m (5′ 10″) | Cochabamba      | 22 de marzo de 1993 (32 años)      |
| 18                          | José Ignacio Condori Bonifaz     |                 | 2               |                 |                 | 23 de abril de 1991 (33 años)      |
| 21                          | Juan Nicolaz Valdivia Nogalez    | AP              | 10              | 1,82 m (6′ 0″)  | Cochabamba      | 24 de abril de 1985 (39 años)      |
| 30                          | Oscar Alborta Flores             |                 | 8               |                 | Potosí          | 17 de julio de 1990 (34 años)      |
| 35                          | Agustín Ambrosino                | A               | 10              | 2,07 m (6′ 9″)  | Córdoba         | 10 de agosto de 1990 (34 años)     |
| 59                          | Cristhian Javier Leon Gutiérrez  | B               | 4               |                 | Potosí          | 18 de marzo de 1995 (30 años)      |
| 75                          | Oscar Marcelo Fuertes Fernandez  |                 | 1               |                 | Potosí          | 11 de marzo de 2000 (25 años)      |
| 11                          | Jamal Francis                    | B, A            |                 | 1,93 m (6′ 4″)  | Brooklyn, NY    |                                    |
| 15                          | Roberto Alfaro                   |                 | -               |                 |                 | 8 de septiembre de 1986 (38 años)  |
|                             | Limberth Quispe                  |                 | -               |                 |                 | 29 de septiembre de 1993 (31 años) |
| Entrenador: Giovanny Vargas |                                  |                 |                 |                 |                 |                                    |

- Datos de la página oficial de FIBA y la Federación Boliviana de Básquetbol.
- Se cuentan solo los partidos de la eliminatoria.

## Tabla del Descenso
Para la tabla del descenso el último equipo descendería de la Libobásquet y el penúltimo jugaría el descenso indirecto.
| Equipo                        | PJ | PG | PP | CF   | CC   | DIF  | Prom Pts | Prom Cestos |
| ----------------------------- | -- | -- | -- | ---- | ---- | ---- | -------- | ----------- |
| Pichincha (Potosí)            | 12 | 9  | 3  | 1052 | 962  | +90  | 1.80     | 1.093       |
| Calero (Potosí)               | 12 | 11 | 1  | 1088 | 911  | +177 | 1.60     | 1.194       |
| La Salle (Tarija)             | 12 | 8  | 4  | 1070 | 978  | +92  | 1.60     | 1.094       |
| Carl A-Z (Oruro)              | 12 | 7  | 5  | 1015 | 946  | +69  | 1.58     | 1.073       |
| CAN (Oruro)                   | 12 | 6  | 6  | 1069 | 1040 | +29  | 1.58     | 1.028       |
| San Simón (Cochabamba)        | 12 | 6  | 6  | 1045 | 1052 | -7   | 1.50     | 0.993       |
| Amistad (Sucre)               | 12 | 6  | 6  | 1070 | 1094 | -24  | 1.50     | 0.978       |
| Vikingos (Tarija)             | 12 | 6  | 6  | 1077 | 1114 | -37  | 1.50     | 0.967       |
| Peñarol (Quillacollo)         | 12 | 4  | 8  | 952  | 1004 | -52  | 1.42     | 0.948       |
| Universidad (Santa Cruz)      | 12 | 4  | 8  | 926  | 1001 | -75  | 1.33     | 0.925       |
| La Salle Olympic (Cochabamba) | 12 | 3  | 9  | 1034 | 1111 | -77  | 1.25     | 0.931       |
| And-1 (La Paz)                | 12 | 2  | 10 | 919  | 1104 | -185 | 1.17     | 0.832       |

|  | |
|  | And-1 de La Paz Jugó el ascenso/descenso indirecto 2018 contra el subcampeón de la LSBB 2018 quien fue Henry de Quillacollo.                                                       |
|  | San Simón de Cochabamba descendió la siguiente temporada por negarse a participar de la siguiente Libobasquet, cediendo su lugar a Rubair de Quillacollo, campeón de la LSBB 2018. |